# Solnan
Solnan – rzeka we Francji, przepływająca przez tereny departamentów Ain oraz Saona i Loara, o długości 61,6 km. Stanowi dopływ rzeki Seille.